# Lillebæltsbroen (nový most)
Lillebæltsbroen (známý též jako Den Nye Lillebæltsbro) je visutý most spojující Jutsko s ostrovem Fyn u města Middelfart v Dánsku. Po mostě vede Evropská cesta 20. Je jedním ze dvou mostů, které přemosťují průliv Malý Belt.
Most byl postaven z důvodu stále rostoucího objemu provozu na starším mostě přes Malý Belt Den Gamle Lillebæltsbro, který pochází z roku 1935. Výstavba současného mostu probíhala v letech 1965 – 1970. Po jejím dokončení byl dne 21. října 1970 most otevřen za přítomnosti dánského krále Frederika IX. Celková délka mostu činí 1700 m a hlavní rozpětí s délkou 600 m je druhé nejdelší v zemi (po mostě Most přes Velký Belt). Boční rozpětí mají délku 240 m s příjezdovými viadukty o 20 mostových polích (9 na Jutské straně a 11 na fynské) dlouhých 31 m. Pylony jsou 112,2 m vysoké.
Mostovka má šířku 31,2 m. Vozovka je šestiproudá a v zimě vyhřívaná.